# ديفيد مورانت
ديفيد مورانت هو لاعب كرة الصالات ‏ ولاعب كرة قدم بلجيكي، ولد في 24 ديسمبر 1977 في بلجيكا. لعب مع Paris Métropole Futsal ‏.

## وصلات خارجية
- ديفيد مورانت على موقع الاتحاد الأوربي (الإنجليزية)
- ديفيد مورانت على موقع الاتحاد البلجيكي (الإنجليزية)